# Ramdurg
Ramdurg è una città dell'India di 31.822 abitanti, situata nel distretto di Belgaum, nello stato federato del Karnataka. In base al numero di abitanti la città rientra nella classe III (da 20.000 a 49.999 persone).

## Geografia fisica
La città è situata a 15° 56' 47 N e 75° 17' 48 E.

## Società

### Evoluzione demografica
Al censimento del 2001 la popolazione di Ramdurg assommava a 31.822 persone, delle quali 16.049 maschi e 15.773 femmine. I bambini di età inferiore o uguale ai sei anni assommavano a 4.140, dei quali 2.131 maschi e 2.009 femmine. Infine, coloro che erano in grado di saper almeno leggere e scrivere erano 20.785, dei quali 12.056 maschi e 8.729 femmine.